# Sylvae quatuor
Sylvae quatuor (Sylwy cztery) – zbiór rozpraw teologicznych po łacinie autorstwa Andrzeja Frycza Modrzewskiego, wydany pośmiertnie w 1590 w Rakowie.
Na zbiór składały się 4 rozprawy, które Modrzewski nazwał sylwami:
1. De tribus personis et una essentia Dei (O trzech osobach, a jednej istocie Boga)
2. De neccessitate conventus habendi ad sedandas religionis controversias (O konieczności zwołania narady dla zażegnania sporów religijnych)
3. De Iesu Christo, filio Dei et hominis, eodemque Deo et Domino nostro (O Jezusie Chrystusie, synu Boga o człowieka, a zarazem Bogu i Panu naszym)
4. De Homousio et de iis, que huc pertineant (O Homouzji i związanych z nią kwestiach)

Rozprawy powstały z inspiracji Zygmunta Augusta, który pragnął zażegnania sporów w drażliwych kwestiach teologicznych między katolikami a protestantami. Trzy pierwsze rozprawy Modrzewski wysłał do Bazylei do drukarza Jan Oporina. Wstrzymał jednak na jakiś czas publikację, aby zapoznać się z dziełem Josiasa Simlsimlerera. Okazało się, że dzieło to jest polemiką z niepublikowanymi jeszcze Sylwami Modrzewskiego. Co więcej, niebawem zaginął rękopis Sylw. Polski kalwinista Krzysztof Trecy wypożyczył rękopis od Oporina, udostępniając go szwajcarskim teologom, w tym Simlerowi, a następnie nie zwrócił go. W związku z tym Modrzewski przygotował nową wersję Sylw, dodając jeszcze czwartą rozprawę. Dzieło ukazało się jednak dopiero 18 lat po śmierci autora.